# 1915年倫敦條約
1915年倫敦條約是意大利與三國協約的秘密協定，於1915年4月26日由意大利王國、英國、法國和俄羅斯簽署。
根據協定，意大利要退出三國同盟，加入三國協約。1914年9月4日至5日，在倫敦簽署的秘密協議，已經包括此條款。而且，意大利必須在一個月內向德國和奧匈帝國宣戰。其實，意大利的確在該年的5月23日向奧匈帝國宣戰。意大利將會在戰後獲得領土作為報酬（詳見尚未收復的義大利）。

## 領土的分配
意大利將會得到：
1. 的里雅斯特
2. 特倫托
3. 戈里齊亞
4. 伊斯特拉半島，但不包括阜姆
5. 札拉
6. 佐澤卡尼索斯群島
7. 阿爾巴尼亞作為保護國
8. 發羅拉
9. 部分達爾馬提亞
10. 部分德國在亞洲和非洲的殖民地

塞爾維亞王國將會得到：
1. 斯普利特
2. 克爾卡河以南的海岸和島嶼，直到杜布羅夫尼克，以及佩列沙茨半島而且，協約國也容許塞爾維亞得到以下地區，但並沒有清楚說明：
3. 波斯尼亞和黑塞哥維那
4. 斯雷姆
5. 巴奇卡
6. 斯拉沃尼亞（雖然意大利反對此項建議）
7. 一些沒有指明的阿爾巴尼亞領土（由塞爾維亞、黑山和希臘分配）

黑山王國將會得到：
1. 杜布羅夫尼克
2. 阿爾巴尼亞海港圣金以南的海岸

意大利堅持，扎拉與伊斯特拉半島之間的克羅地亞海岸應該在戰後才解決，而獲得協約國同意。而且，意大利認為不應讓塞爾維亞知道協議。然而，協約國駁回此項建議，在1915年8月4日向塞爾維亞政府發出照會，確定塞爾維亞和黑山戰後可得之領土。 
此協議保持秘密，但十月革命之後，俄羅斯報章消息报把它公開。
戰後，美國總統伍德羅·威爾遜支持塞爾維亞等斯拉夫國家的宣稱，但並不支持此協定，否決意大利對達爾馬提亞地區的領土宣稱。結果，凡爾賽條約廢止了倫敦協定。
導致日後義大利為了解決經濟問題扶植法西斯政權。

## 參看
- 1920年拉帕洛條約
- 聖讓-德莫里耶訥協定（St.-Jean-de-Maurienne）